# أرومة لمفاوية

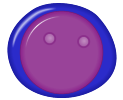
أرومة لمفاوية

الأرومة اللمفاوية (بالإنجليزية: Lymphoblast)‏ هي مرحلة أولية معدلة من الخلية اللمفاوية ذات مورفولوجيا متغيرة. تظهر حين تُنشَّط الخلية اللمفاوية بواسطة مستضد (من خلية مقدمة للمستضد) وتزيد في الحجم عبر نمو النواة والسيتوبلازم وكذلك الزيادة في تخليق البروتين. بعد ذلك تبدأ الأرومة اللمفاوية بالانقسام مرتين إلى أربع مرات كل 24 ساعة لمدة 3-5 أيام، مع إنتاج حوالي ألف نسخة لكل أرومة لمفاوية واحدة أصلية، تتشارك جميعها في خصوصية المستضد الأصلية. في النهاية تتمايز الخلايا إلى خلايا مستفعلة تعرف بـ: الخلايا البلازمية (خلايا B) خلايا ت القاتلة وخلايا ت المساعدة.
يمكن أن يُشار بالأرومة اللمفاوية إلى الخلايا غير البالغة التي تتمايز إلى خلايا لمفاوية بالغة. تتواجد الأرومات المفاوية في العادة في نخاع العظام لكن لدى الإصابة بلوكيميا الأرومة اللمفاوية الحادة، تتكاثر الأرومات اللمفاوية بدون انتظام وتتواجد بأعداد كبيرة في الدم المحيطي. حجمها يترواح بين 10 و20 ميكرومتر.
رغم أن الأرومة اللمفاوية تشير عادة إلى خلية طليعية في نمو خلايا الدم البيضاء، إلا أن استخدام هذا المصطلح متناقض في بعض الأحيان، حيث يُعرِّف اتحاد أبحاث اللوكيميا اللمفاوية المزمنة الأرومة اللمفاوية على أنها «خلية لمفاوية أصبحت أكبر بعد أن تم تنشيطها بواسطة مستضد. تبدو الأرومات اللمفاوية مثل الخلايا اللمفاوية غير الناضجة، واعتُقد ذات مرة أنها خلايا طليعية.». حين يتم الحديث عن اللوكيميا فإن كلمة "blast" في الاسم الإنجليزي تستخدم اختصارا للأرومة اللمفاوية (lymphoblast).
يمكن تمييز الأرومة اللمفاوية مجهريا عن الأرومة النقوية باحتوائها على نوية تُميّز بنحو أقل، كروماتين أكثر تحزيما وغياب الحبيبات السيتوبلازمية. إلا أن هذه الاختلافات المرفولوجية ليست مطلقة والتشخيص النهائي يعتمد على التلوين المناعي للمستضدات لتواجد عنقود تمايز فريد من المستقبلات.

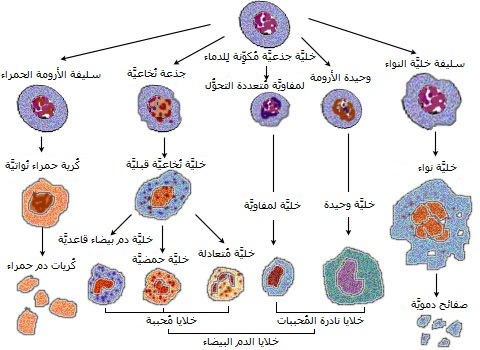
مراحل نمو خلية الدم وتمايزها.